# Poromyoidea
Poromyoidea vormen een superfamilie van tweekleppigen uit de superorde Anomalodesmata.

## Families
- Cetoconchidae Ridewood, 1903
- Poromyidae Dall, 1886